# Palazzo dell'Archivio dello Stato
Il Palazzo dell'Archivio dello Stato è un palazzo di Roma, sede dell'Archivio Centrale dello Stato.

## Storia
La sede dell'ACS è un edificio monumentale sito all'EUR, in piazzale degli Archivi 27, progettato dagli architetti De Renzi, Figini e Pollini, destinato originariamente a sede del Palazzo delle Forze Armate e successivamente della Mostra dell'autarchia, del corporativismo e della previdenza sociale nell'ambito dell'Esposizione Universale del 1942.
Il bando di concorso per i progetti venne emesso nel novembre del 1937 rinnovato nel giugno del 1938 in quanto la commissione giudicatrice non aveva ritenuto i progetti iniziali meritevoli di essere realizzati, nella seconda gara vennero scelti gli elaborati di De Renzi e Pollini vincitori ex aequo. I lavori di costruzione iniziarono nel settembre 1939 con lo scavo delle fondamenta.
L'edificio, di cui prima della guerra erano state eseguite solo le fondamenta e le strutture portanti, fu portato a termine negli anni cinquanta su iniziativa di Virgilio Testa, commissario straordinario dell'Ente EUR, apportando le modifiche necessarie per adattare il palazzo alle esigenze dell'Istituto. Negli anni novanta ha conosciuto una rilettura degli spazi interni: in occasione del 40º anniversario dell'istituzione dell'ACS sono stati inaugurati i nuovi locali destinati al pubblico (ingresso, sala di studio, biblioteca, sala convegni) progettati dall'architetto Giulio Savio. Gli ambienti, valorizzati da opere pittoriche e scultoree di Angelo Cucciarelli, Piero D'Orazio, Carlo Lorenzetti, Paolo Pasticci, si sono ulteriormente arricchiti negli ultimi anni grazie a donazioni di altri artisti contemporanei, andando a costituire un piccolo ma significativo nucleo museale.
Con decreto del 29 marzo 2004 della Sovrintendenza regionale per i beni e le attività culturali del Lazio l'edificio è stato dichiarato di interesse particolarmente importante.